# Frente Liber Seregni
El Frente Liber Seregni (FLS) fue una agrupación integrante del partido político de izquierda uruguayo Frente Amplio.

## Historia
Su nombre hace alusión al general Líber Seregni, fundador del Frente Amplio y su primer candidato presidencial en 1971. Su consigna es la frase pronunciada por Seregni en 1984, cuando fuera liberado por la dictadura poco antes de las elecciones de ese año: "Fuimos, somos y seremos una fuerza constructora, obreros de la construcción de la patria del futuro."
A fines de agosto de 2009, el Frente Liber Seregni se integró con Asamblea Uruguay, la Alianza Progresista, el Nuevo Espacio, Movimiento de Integración Alternativo, Banderas de Liber, Uruguay Afirmativo y Agrupaciones Diciembre; todos ellos apoyaron la precandidatura de Danilo Astori en las elecciones internas de 2009.
Concurre a las elecciones de octubre de 2009 en un sublema técnico con el Espacio 90, "Unidad y pluralismo frenteamplista"; la lista al Senado estaba encabezada por Astori, Rodolfo Nin Novoa, Rafael Michelini, Carlos Baráibar y Susana Dalmás.
El FLS alcanzó 5 escaños en el Senado.
En febrero de 2011 manifiestan su intención de incrementar su peso en la interna frenteamplista; el énfasis en el anticapitalismo y los objetivos de "socialismo y revolución" que plantean sectores más a la izquierda del Frente Amplio (como el MPP) separan ideológicamente al FLS de otros  sectores del partido.